# 駐日ジンバブエ大使館

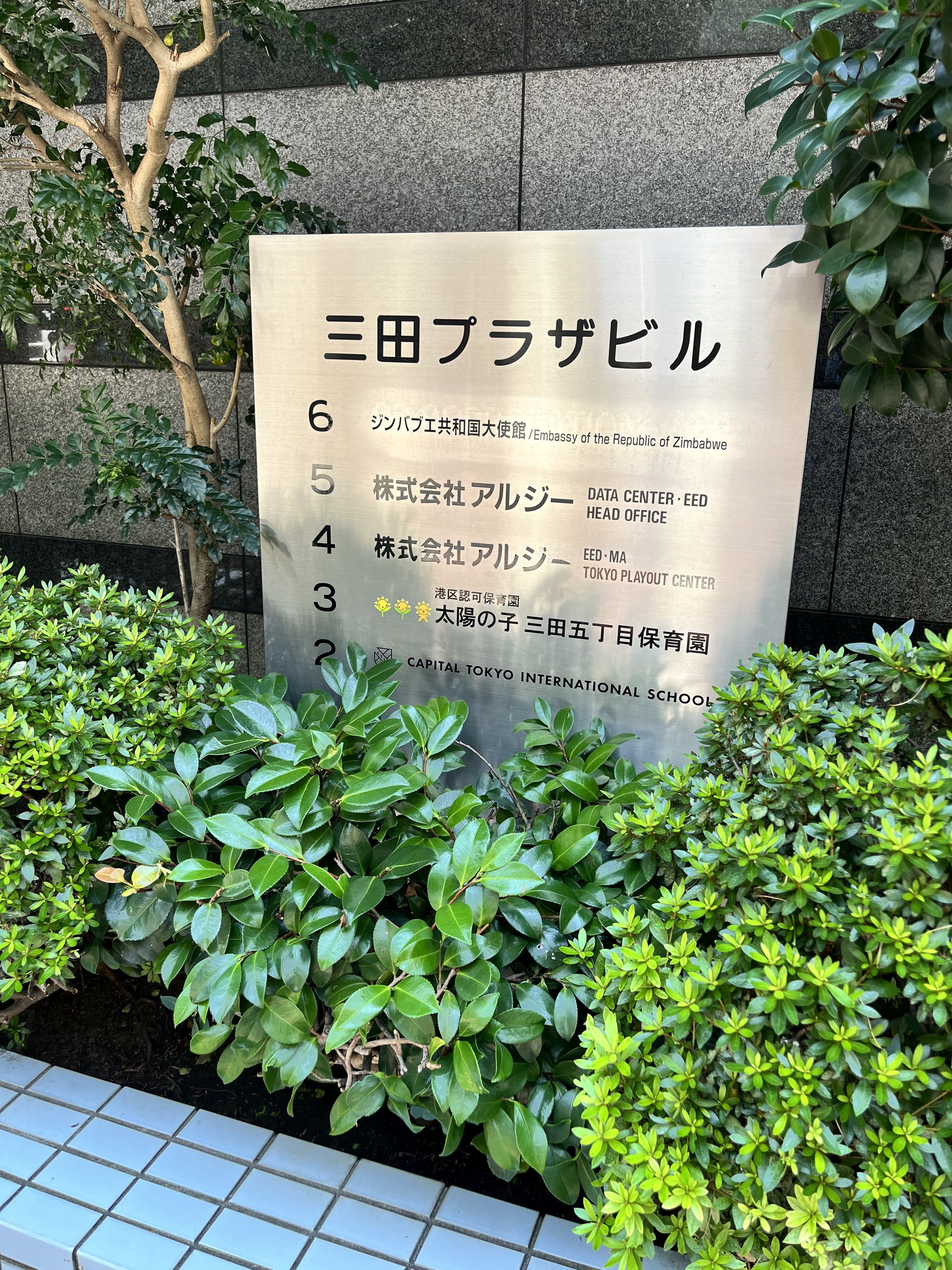
ジンバブエ大使館の入居を示す案内プレート

駐日ジンバブエ大使館（英語: Embassy of the Republic of Zimbabwe in Japan）は、ジンバブエが日本の首都東京に設置している大使館である。在東京ジンバブエ大使館（英語: Embassy of Zimbabwe in Tokyo）とも。
1980年4月18日、ジンバブエが独立すると同時に日本は同国を主権国家として承認。1982年3月8日に大使館が開設された。

## 所在地
2024年7月9日より、下記の住所で運営されている。旧住所は「東京都港区白金台五丁目9-10」であった。
| 日本語 | 〒108-0073 東京都港区三田五丁目4-3 三田プラザビル6階          |
| 英語   | 6F Mita Plaza Building 5-4-3, Mita, Minato-ku, Tokyo 108-0073 |

## 大使
2023年4月24日より、ステュワート・ニャコチョが特命全権大使を務めている。

## ギャラリー

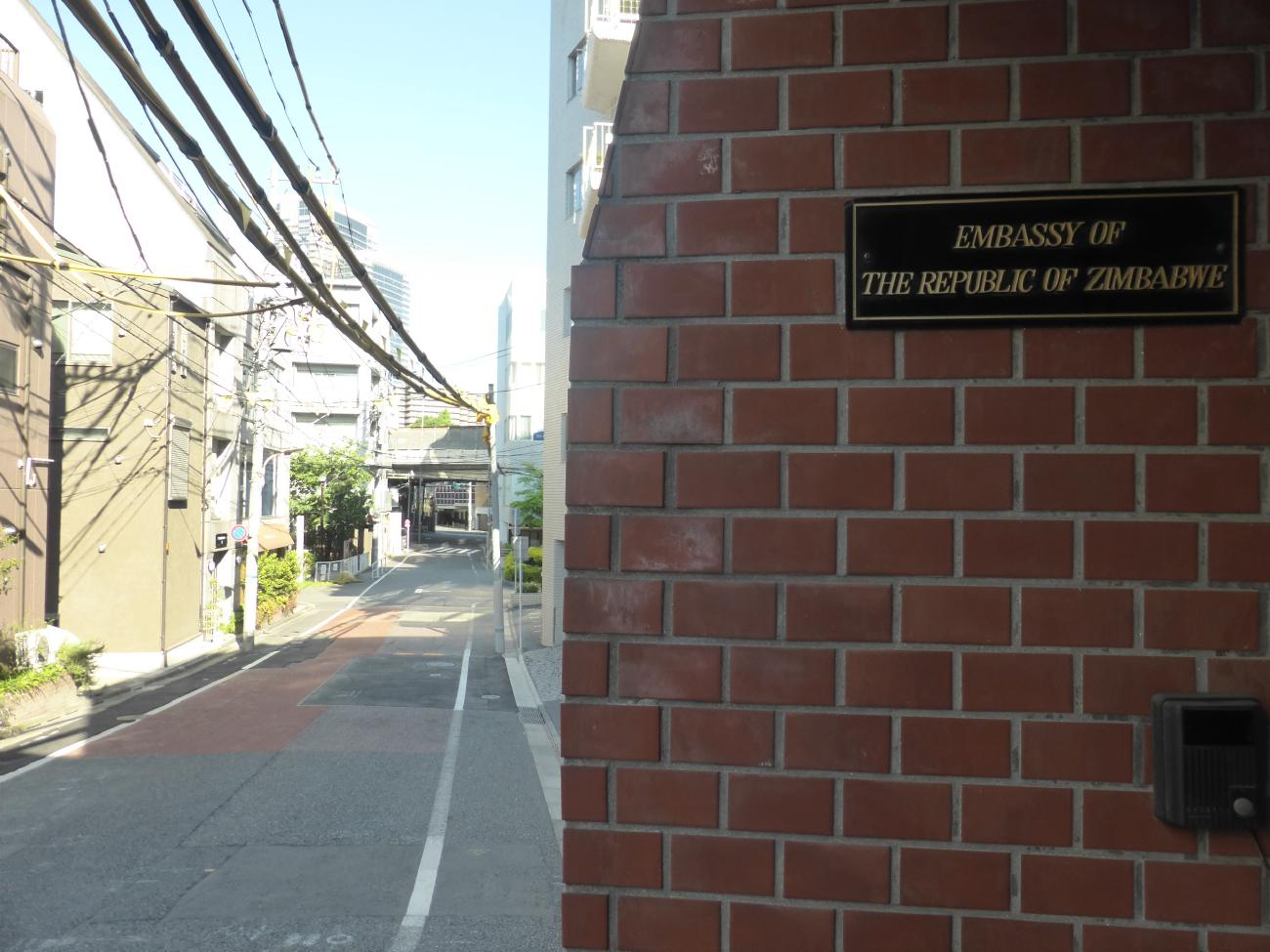
旧ジンバブエ大使館と首都高2号目黒線
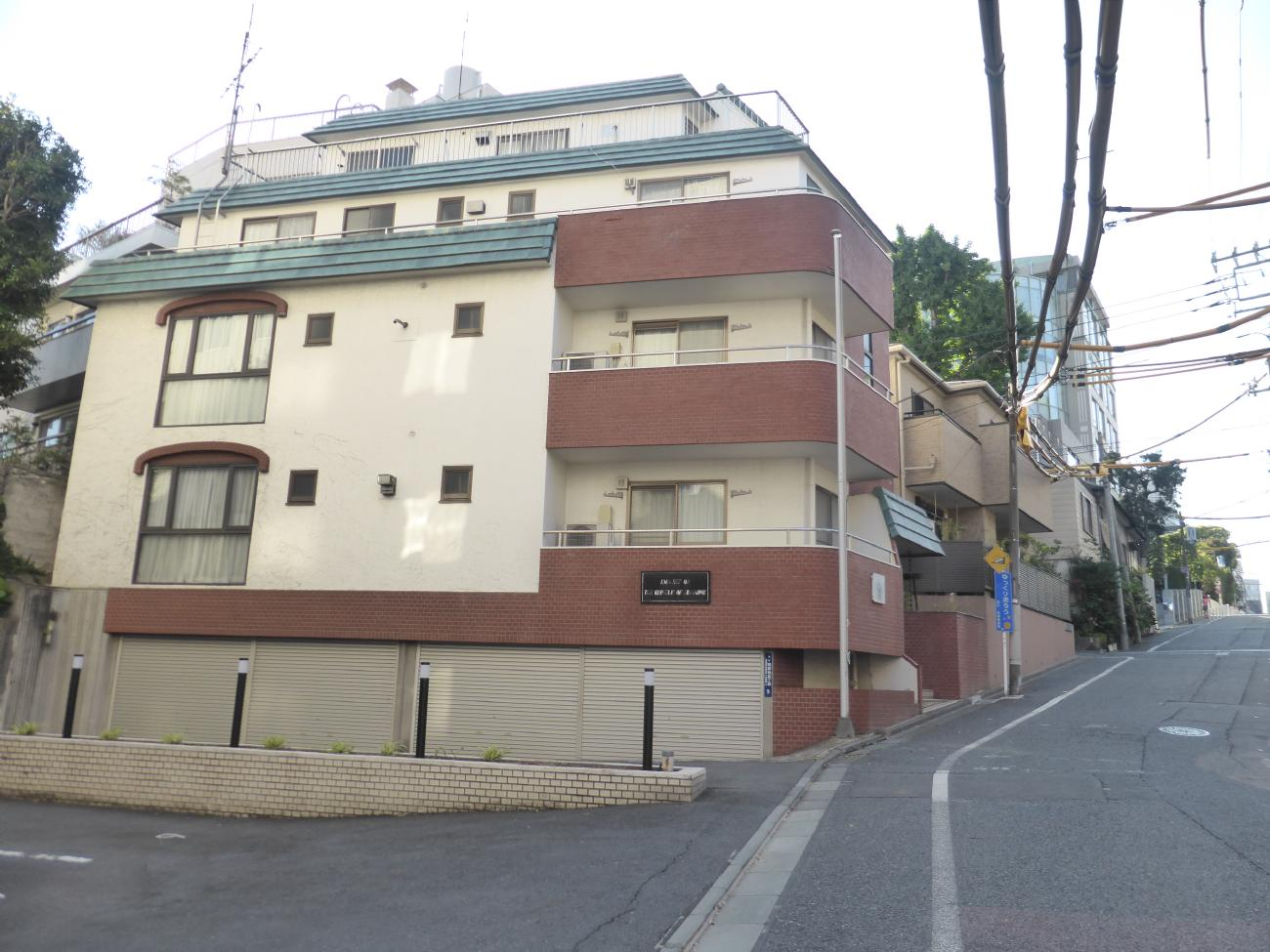
旧ジンバブエ大使館全景
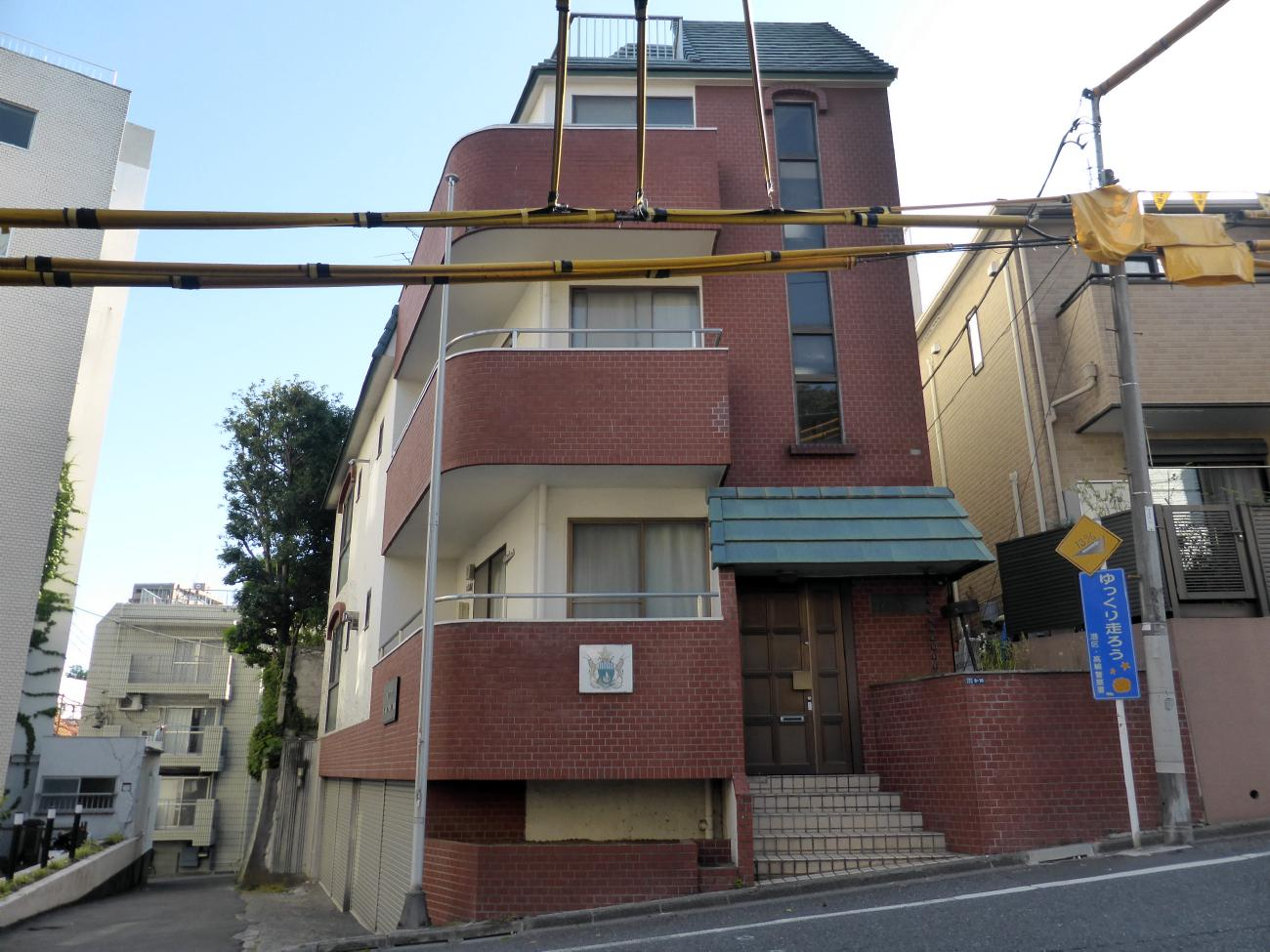
旧ジンバブエ大使館正面玄関
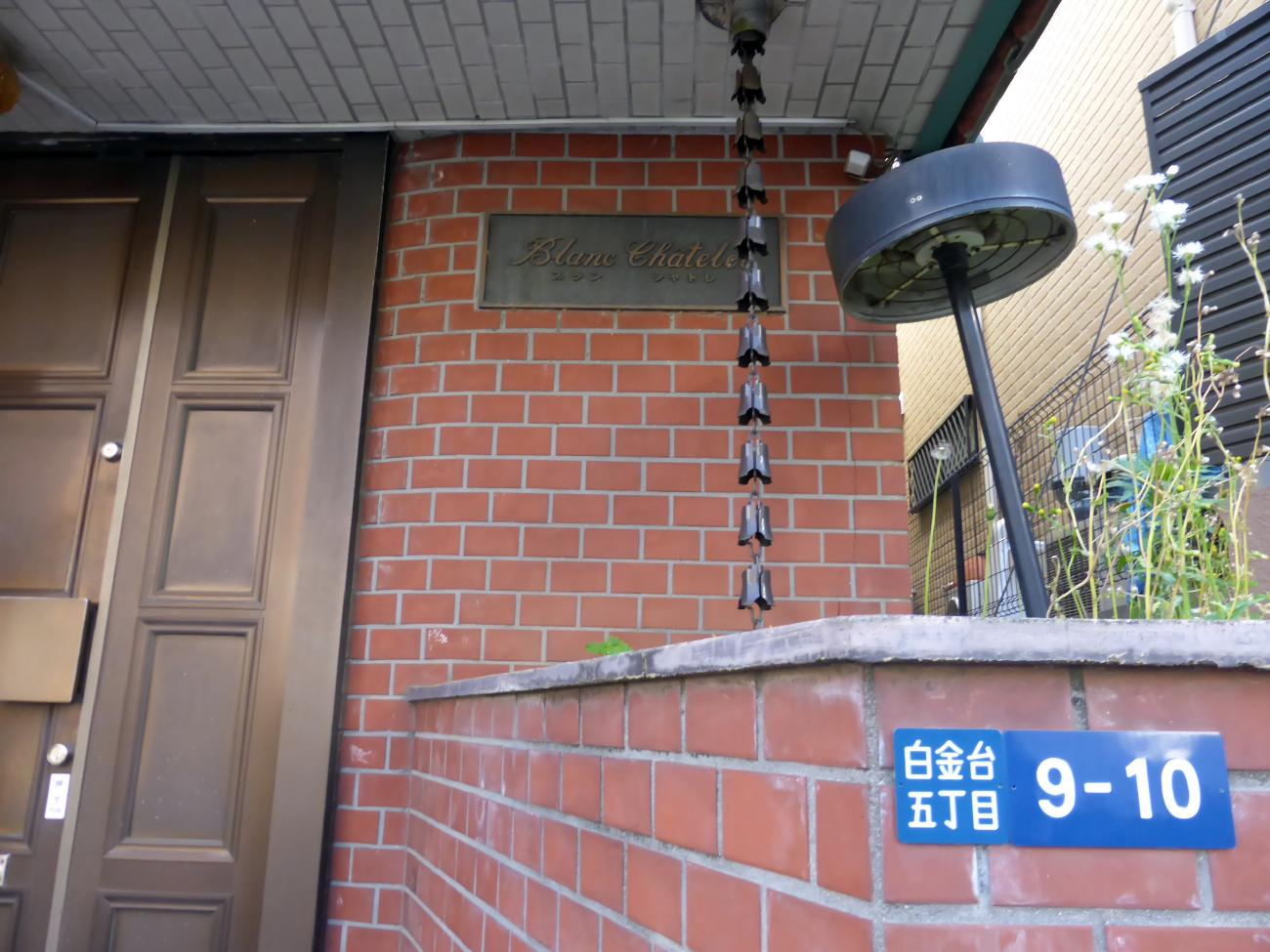
建物名はブランシャトレ